# Wasilij Rudienkow
Wasilij Wasiljewicz Rudienkow (ros. Василий Васильевич Руденков, ur. 3 maja 1931 w Żłobinie, zm. 2 listopada 1982 tamże) – białoruski lekkoatleta startujący w barwach ZSRR, mistrz olimpijski z Rzymu z 1960.
W 1959 ustanowił rekord Europy wynikiem 67,92 m, który wyrównał w 1960. Na igrzyskach olimpijskich w Rzymie najpierw ustanowił w eliminacjach rekord olimpijski rzutem na odległość 67,03 m, a potem w finale go poprawił na 67,10 m, co dało mu złoty medal olimpijski.
Na mistrzostwach Europy w 1962 w Belgradzie zajął 6. miejsce. W 1959, 1960 i 1961 był mistrzem ZSRR, a w 1962 i 1964 brązowym medalistą. Czterokrotnie ustanawiał rekord ZSRR do wyniku 68,95 m, uzyskanego 5 października 1961 w Tbilisi. Był to najlepszy wynik w jego karierze.
Po zakończeniu kariery zawodnika pracował jako trener.